# Walter Norwich
Sir Walter Norwich († 20. Januar 1329) war ein englischer Beamter, Richter und Minister.

## Herkunft und Heirat
Walter Norwich war vermutlich ein Sohn von Henry of Norwich und von dessen Frau Katherine. Sein Vater wird 1285 als kleinerer Grundbesitzer in Norfolk erwähnt. Walter wird im Februar 1297 und im Dezember 1299 als Geistlicher bezeichnet, obwohl er vermutlich nur die niederen Weihen erhalten hatte. Tatsächlich heiratete er um diese Zeit Katherine Hedersete, eine Tochter von John of Hethersett und Witwe von Piers Braunche. Sein ältester Sohn aus der Ehe wurde um 1299 geboren.

## Aufstieg als Beamter der Krone
Im Juni 1304 wird Norwich als Beamter im Dienst der Krone erwähnt. Zu Michaelis 1304 diente er als Rechtsexperte des Treasurer Walter Langton. Er gehörte schon bald zu den engsten Mitarbeitern Langtons, doch als dieser nach dem Tod von König Eduard I. im Juli 1307 entlassen wurde, wurde auch Norwich entlassen. Seine Fachkenntnisse erwiesen sich jedoch für die Regierung des neuen Königs Eduard II. als unverzichtbar, so dass er bereits am 19. November 1307 wieder sein altes Amt zurückerhielt. Am 29. August 1311 wurde er zum Baron of the Exchequer ernannt. Vom 23. Oktober 1311 bis zum 23. Januar 1312 sowie vom 17. Mai bis 4. Oktober 1312 diente er als stellvertretender Treasurer, und am 30. September 1312 war er Sprecher der Barons of the Exchequer, als diese mit Vertretern der City of London verhandelten. Ab Juli 1311 wurde er als einer der leitenden Beamten des Schatzamts regelmäßig zu königlichen Ratsversammlungen und Parlamenten geladen, und vor dem 21. September 1312 wurde er zum Ritter geschlagen.

## Minister unter Eduard II.
Am 26. September 1314 wurde Norwich während des Parlaments in York zum Treasurer ernannt. Seine Ernennung erfolgte auf Druck des Earls of Lancaster, dem Führer der Adelsopposition gegen den König, der in dieser Zeit maßgeblichen Einfluss auf die Regierung hatte. Als fachkundiger Minister hatte Norwich erheblichen politischen Einfluss. Er bewahrte jedoch sein gutes Verhältnis zu Eduard II. Am 3. Januar 1315 nahm er an der Beisetzung des von Lancaster hingerichteten königlichen Günstlings Piers Gaveston teil, und am 6. Juli 1315 schenkte ihm der König für seine Dienste 1000 Mark. Dazu versprach er ihm bei guter Amtsführung jährlich eine Zahlung von 100 Mark. Am 27. Mai 1317 wurde Norwich als Treasurer entlassen, angeblich aufgrund der Belastung durch sein Amt. Wahrscheinlicher ist jedoch, dass seine Entlassung politisch bedingt war, denn zu dieser Zeit hatte der König wieder an Macht gewonnen, während Lancaster an Einfluss verloren hatte. Mit John Hotham wurde ein äußerst loyaler Beamter neuer Treasurer. Norwich war dennoch nicht in Ungnade gefallen, sondern blieb weiter politisch aktiv. Drei Tage nach seiner Entlassung ernannte der König ihn aufgrund seiner Verdienste zum Chief Baron of the Exchequer und bat ihn, weiterhin an den königlichen Ratsversammlungen teilzunehmen. Damit war Norwich der erste Beamte, dem dieser Titel verliehen wurde.

## Weiterer Dienst als Beamter und Richter
Im April 1318 gehörte Norwich der Delegation an, die in Leicester mit dem Earl of Lancaster über eine Verständigung mit dem König verhandelte. Ende 1318 wurde er Mitglied des Ausschusses, der gemäß dem mit Lancaster geschlossenen Vertrag von Leake den königlichen Haushalt reformieren sollte. Im April 1319 unterstützte er den Earl of Pembroke, als dieser in Great Yarmouth Schiffe mit Nachschub für einen Feldzug nach Schottland ausrüstete. Im Oktober 1319 gehörte er zu den Ratgebern des Königs, die mit die Verteidigung Nordenglands gegen schottische Angriffe organisieren sollten. Vom 6. November 1319 bis zum 18. Februar 1320 diente er wieder als Vertreter des Treasurers, ebenso vom 25. August 1321 bis zum 9. Mai 1322. Aufgrund seiner umfassenden Sachkenntnisse unterstützte er ab 1320 den Treasurer Walter Stapeldon bei der Archivierung der Urkunden und Dokumente des Schatzamts sowie bei der zeitweiligen Verlegung des Schatzamts nach York 1322.
Norwich diente nicht nur als Beamter des Schatzamts, sondern zeitweise auch als Richter. Als Richter war er vor allem in East Anglia tätig, dazu nahm er als loyaler Unterstützer des Königs Anfang 1321 an den Gerichtssitzungen in London teil, die gegen die Privilegien der City of London verstießen. Er war auch Vorsitzender der Gerichtskommission, die am 2. August 1322 die Rebellen Roger Mortimer of Chirk und Roger Mortimer of Wigmore zum Tod verurteilte. Dazu übernahm er die Erfassung von zahlreichen beschlagnahmten Ländereien von Rebellen gegen den König. Für seine Dienste belohnte der König ihn mit Vormundschaftsverwaltungen oder mit dem Recht, minderjährige Erben zu verheiraten. Dieses Recht benutzte Norwich, um seine Familie zu versorgen, denn er verheiratete seine drei Töchter mit Mündeln von ihm. Durch Kauf und Tausch konnte er einen Landbesitz in Norfolk und in Suffolk, besonders um Stoke Holy Cross aufbauen. Norwich war ein gläubiger Christ, dem Papst Johannes XXII. für seine Dienste zugunsten der Kirche dankte. Vermutlich war er ein Freund von Bischof John Salmon von Norwich, denn nach dessen Tod 1325 gehörte Norwich zu dessen Testamentsvollstreckern.

## Rolle beim Sturz von Eduard II. und Dienst unter Eduard III.
Norwich war ein loyaler Beamter von Eduard II., aber seine Loyalität war nicht bedingungslos. Im November 1323 beklagte sich Eduard II. bitter über die unzureichende Arbeit des Schatzamts und besonders über die Arbeit von Norwich. Als auf Anregung des Baron of the Exchequer Roger Beler das Schatzamt 1324 in eine Abteilung für Nord- und eine für Südengland aufgeteilt wurde, wurde Norwich, der die Aufteilung möglicherweise ablehnte, die Leitung der Abteilung für die ärmere Nordhälfte übergeben. Wie unzufrieden der König mit Norwich war, zeigte dazu, dass im August 1325 Roger Beler und nicht Norwich die Vertretung für den Treasurer William Melton übernahm. Nachdem Beler Anfang 1326 ermordet worden war, übernahm dann Norwich am 28. August 1326 wieder die Vertretung des Treasurers. Als wenig später Roger Mortimer of Wigmore und Königin Isabelle mit einem Heer in England landeten, um Eduard II. zu stürzen, versuchte Norwich vergeblich, für den König Truppen aufzustellen. Nach der Flucht des Königs am 2. Oktober aus London blieb er als Mitglied des Kronrats in der Stadt. Nach dem Zusammenbruch der Regierung des Königs übergab er am 14. November 1326 das Schatzamt an den Bischof von Winchester. Von der neuen Regierung wurde er nicht für seine Dienste für den gestürzten König belangt, und auch Roger Mortimer rächte sich nicht an Norwich für seine Verurteilung vier Jahre zuvor. Stattdessen bestätigte Mortimer, der für den neuen, minderjährigen König Eduard III. die eigentliche Herrschaft ausübte, seinen alten Bekannten am 2. Februar 1327 als Chief Baron of the Exchequer. Norwich starb offenbar plötzlich und unerwartet und wurde in der Kathedrale von Norwich beigesetzt.

## Nachkommen und Erbe
Norwichs Witwe Katherine Hedersete starb erst zwischen 1341 und 1343. Mit ihr hatte Norwich drei Söhne und drei Töchter, darunter:
- John Norwich, 1. Baron Norwich;
- Margaret Norwich ⚭ Robert  Ufford, 1. Earl of Suffolk.

Sein Erbe wurde sein Sohn John. Nach dessen kinderlosen Tod 1362 erbte Robert de Ufford, 1. Earl of Suffolk, der mit Norwichs Tochter Margaret verheiratet worden war, die Besitzungen von Walter Norwich.